# Битва на Серице
Битва на реке Серице — произошла 27 августа 1501 года в ходе Русско-ливонской войны 1501—1503 годов близ Изборска между войсками Русского государства под командованием московских воевод Даниила Александровича Пенько и Василия Васильевича Шуйского и псковского князя Ивана Ивановича Горбатого-Шуйского, с одной стороны, и войсками Ливонской конфедерации под командованием магистра Вальтера фон Плеттенберга.

## В преддверии битвы
Летом 1501 года в ливонском Дерпте были арестованы 150 псковских купцов, якобы в связи с кражей. Однако истинная причина таких широких репрессий заключалась в решении Ливонии в скором времени начать боевые действия против Великого княжества Московского. Совместный поход Ливонии и Литвы был запланирован на 25 июля. Целью их похода, вероятно, должен был стать Псков. Однако в связи с внутренними политическими событиями в ВКЛ и Польше — смертью польского короля Яна Ольбрахта и претензиями великого князя Александра Ягеллона на польский трон — выступление в поход литовцев было отложено до 28 августа.
Видя угрозу на северо-западном направлении, Иван III отправил в Псков московский отряд под руководством князей Василия Васильевича Шуйского и Даниила Александровича Пенько, который прибыл в город 1 августа. Несмотря ни на что, Иван III старался избежать войны, и московская рать во Пскове длительное время стояла в бездействии. Русские силы начали выдвигаться к ливонской границе только 22 августа.
26 августа ливонское войско перешло границу возле города Остров для того чтобы на русской территории соединиться с союзным литовским войском. Но уже 27 августа отряд Плеттенберга столкнулся с русским войском на реке Серице.

## Битва

### Состав и численность сторон
По сведениям ливонского источника «Schonne Hysthorie» войско Плеттенберга состояло из 4 тыс. всадников и 2 тыс. пехотинцев, однако вместе с артиллеристами, обозными и прочей прислугой указывается численность 80 тыс. человек. Последняя цифра представляется сильно завышенной. Основной особенностью ливонского войска было наличие в нём существенного количества артиллерии: полевых пушек и ручных пищалей.
Тот же источник оценивает силы русских в 30—40 тыс. человек. Эти числа, вероятно, также завышены. Скорее всего, в действительности с русской стороны участвовало также примерно 6 тыс. воинов. В состав войска входил псковский отряд князя И. И. Горбатого и московско-тверской отряд. Главным воеводой войска был Д. А. Пенько.

### Ход битвы
Русское войско двигалось к ливонской границе двумя линиями: в передовых порядках шли псковские ратники, за ними москвичи и тверичи. Ливонское войско, по-видимому, также было разделено на передовой отряд и основные силы. Столкновение оказалось неожиданным для обеих сторон. Первыми оценили ситуацию русские. Передняя линия их стремительно атаковала ливонский авангард. Во время этого натиска псковичи, по словам летописи, посекли множество ливонцев, потеряв 20 человек
. Передовой ливонский отряд обратился в бегство, русские преследовали бегущих. Однако основные силы ливонцев не поддались панике. Они успели развернуть свою артиллерию и дали залп по приближающимся псковичам. Одним из первых от их огня пал псковский посадник Иван Теншин. Вскоре под обстрелом вся первая линия русского войска начала отходить. Ливонцы же перенесли огонь на не успевшую изготовиться к атаке вторую линию, которая так же обратилась в бегство. Захватив брошенный русскими обоз, ливонцы не пытались преследовать отступавших.
Причина поражения русского войска, помимо умелого применения противником артиллерии, заключалась также и в неудовлетворительной организации взаимодействия между псковскими и московско-тверскими его частями, действовавшими и разбитыми фактически разрозненно.

### Потери
Помимо псковского посадника Ивана Теншина, летописи говорят о гибели в бою воеводы Ивана Борисовича Бороздина. Потери среди простых ратников оцениваются как «немногие». Однако учитывая, что русское войско после битвы полностью отдало инициативу ливонцам, оно, если и не понесло существенных потерь, то было деморализовано.
По сведениям ливонской стороны её потери также были незначительными
.

## Последствия битвы
После битвы на Серице войско Плеттенберга безуспешно пыталось взять Изборск, а затем занять броды через реку Великую. Отбитые псковичами у бродов ливонцы повернули на юг и 7 сентября взяли город Остров, где погибло до 4 тыс. жителей. Затем вспыхнувшая в ливонской армии эпидемия вынудила Плеттенберга вернуться в Ливонию. Другой причиной ухода было то, что войско ВКЛ так и не прибыло на помощь. 14 сентября Плеттенберг был уже в Ливонии. Небольшой отряд литовцев пришёл в псковскую землю уже после отхода ливонской армии и, безуспешно попытавшись взять крепость Опочку, также отступил.